# Sparganium angustifolium
Sparganium emersum es una planta de la familia de las esparganiáceas.

## Caracteres
Hierba acuática, enraizante en el fondo. Tallos inclinados, con una parte sumergida y otra flotante, de hasta 100 cm. Hojas planas, algo infladas, envainantes en la base. Flores dispuestas en cabezuelas globosas, aéreas, unisexuales; cabezuelas masculinas en número de (1-)2(-3), agrupadas en la parte superior; 2-4 cabezuelas femeninas algo separadas entre sí; flores masculinas reducidas a 1-8 estambres; flores femeninas con (1-)3-4(-6) escamas periánticas que protegen a un ovario. Fruto seco indehiscente. Florece a final de primavera y en verano.

## Hábitat
Lagos musgosos en colinas y montañas. Lagunas situadas a gran altura.

## Distribución
Norte  y centro de Europa. En los Alpes. Por el sur en montañas, como los Pirineos, Sistema Central y en Macedonia del Norte.